# 加蚋埔
加蚋埔，或譯為打獵埔、嘉獵埔。加蚋埔係臺灣屏東縣高樹鄉泰山村之舊名，也可指稱泰山村內部的一個臺灣原住民馬卡道族聚落。當地以完整的平埔族群夜祭、祈雨祭而知名。

## 歷史

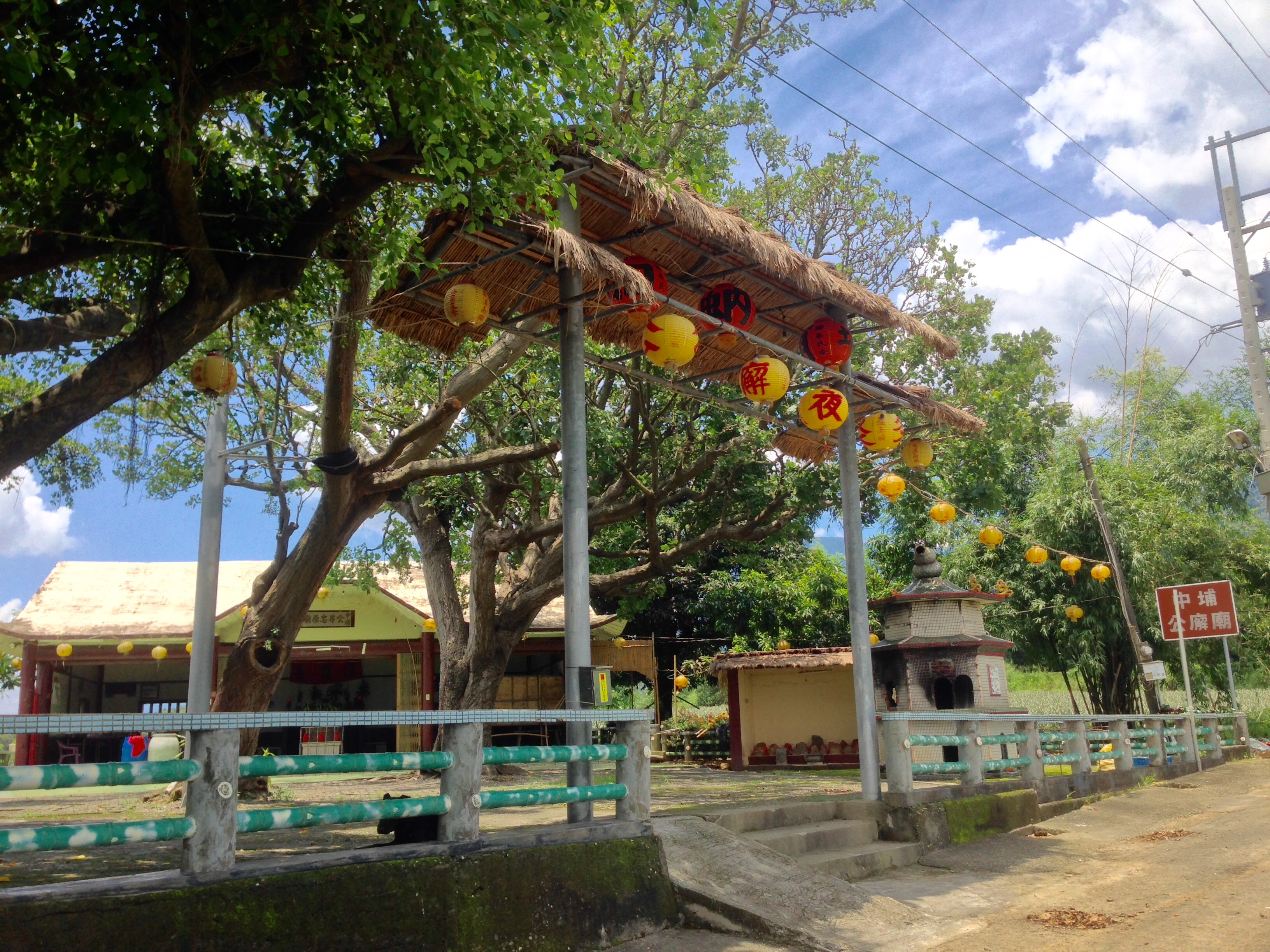
加蚋埔公廨牌枋

加蚋埔據說是由嘉獵埔、打獵埔轉化而來，此地原本荒蕪人煙，為附近原住民的打獵之地，而被稱作打獵埔:319；另一種說法是因此地鄰近排灣族莎卡蘭部落（Sagaran，即三地門鄉口社部落），故取名為加蚋埔（garanpu）:28。加蚋埔部落位於屏東平原東緣，此地可能原為鳳山八社中大澤機社的勢力範圍。據日治時期的考察，此地在住民被鄭成功驅逐後日漸荒蕪:76，而在康熙末年有山地門社（Timur，今三地門鄉地磨兒部落）領袖「羅倫」所率領之男女共十五名族人定居此地:76；乾隆二十五年（1760），平埔族武洛社社民數名遷移此地；後來也有一些山地原住民加社、安巴卡社社人移往此地:76。從該考察可以看出，加蚋埔部落的先住民應該包括了今日的馬卡道族、排灣族及魯凱族。
乾隆中期，清政府在此地設置加臘埔隘，並遷移以馬卡道族武洛社為主的族人來防禦東方山區未漢化的原住民:320。乾隆五十六年（1791），臺灣南路屯番制正式頒布，此地為屯墾的重要區域，所謂「大北坪」。根據記載，西拉雅族新港社的社民也被移往此地:320。而當地傳說加蚋埔是由潘老爹（潘丁雲）率潘姓九戶人家由塔樓遷至武洛，再移居鹽埔，最後定居於此地，也反映出一定程度的史實。縱然閩南人也逐漸進入加蚋埔，此地仍被認為是平埔番社：盧德嘉《鳳山縣採訪冊》（1894）曾錄此地有番社義學。漢人也帶來了康府元帥的信仰，成為日後的泰安宮。
明治三十年（1897）十月十七日，伊能嘉矩查訪該庄時，當地已是一個以武洛社族人為主，又雜混塔樓社族人及漢人，共七十戶（男：200 人；女：150 人）的聚落:113。大正四年（1915）的國勢調查中，加蚋埔庄共有853人，其中有超過一半共471位的平埔族人口。戰後屬於高樹鄉泰山村，今日村內約半數戶口為潘姓，仍存有馬卡道族傳統祭典。

## 地方傳說
根據當地居民的整理，當地有阿姆趕牛人、大力士黑兒仔、四目公、大肚少女及阿姆祖七兄弟六大充滿平埔風情的傳說。

## 廟宇
- 中埔公界忠原廟